# (300155) 2006 VZ91
(300155) 2006 VZ91 es un asteroide perteneciente al cinturón de asteroides descubierto el 15 de noviembre de 2006 por el equipo del Spacewatch desde el Observatorio Nacional de Kitt Peak, Arizona, Estados Unidos.

## Designación y nombre
Designado provisionalmente como 2006 VZ91.

## Características orbitales
2006 VZ91 está situado a una distancia media del Sol de 3,144 ua, pudiendo alejarse hasta 3,234 ua y acercarse hasta 3,055 ua. Su excentricidad es 0,028 y la inclinación orbital 9,544 grados. Emplea 2037,15 días en completar una órbita alrededor del Sol.

## Características físicas
La magnitud absoluta de 2006 VZ91 es 15,9. 